# Achilleide
L'Achilleide (Achilleis) è un poema epico latino dello scrittore Publio Papinio Stazio, composto sicuramente non prima del 95 d.C., in quanto abbiamo traccia di riferimenti nelle Silvae; esso è nato, perciò, da una decisione lentamente maturata negli anni. Ci è pervenuta breve e incompiuta, includendo solo due episodi della biografia di Achille: la sua prima infanzia nella cura del centauro Chirone, e la sua fanciullezza quando, per volere della madre Teti, si nasconde sull'isola di Sciro per evitare di arruolarsi. 

## Trama

### Libro I
Il poema esordisce con un proemio di stampo classico: 
alla quale fu vietato di succedere al patrio cielo,
 
cantami, o dea. Le imprese di questi eroi furono note grazie al canto
 
del Meonio, ma molte altre sono a noi sconosciute: fa sì
 
che noi (così desideriamo) possiamo celebrarle tutte una dopo l'altra
 
portandole alla luce con la tromba Dulichia mentre si nascondono
 
a Sciro, senza insistere solamente su Ettore trascinato intorno alle mura della città

ma guidando il giovane attraverso tutte le vicissitudini di Troia.

Solo tu, se prima bevemmo con degno sorso,

dammi le nuove fonti, o Febo, e con una fronda favorevole

ornami le chiome: e non come uno straniero mi affaccio nel bosco dell'Elicona,

nè ora per la prima volta la mia testa si orna delle sacre bende.

Il territorio dirceo lo sa e tra i nomi degli avi

Tebe annovera me insieme al suo Anfione.

Ma il valore italico e greco, che di fronte a te rimane meravigliato, essendo di gran lunga il primo,

per cui fa a gara a fiorire il doppio alloro

onore dei poeti e dei condottieri (da molto tempo il primo soffre nell'essere sottomesso all'altro)

ti chiedo di scusarmi e di permettermi di impegnarmi,
per qualche tempo

con trepidazione, in questo campo di battaglia.

Da molto tempo ci apprestiamo a te, fiduciosi,

e il grande Achille ti fa da preludio.»
(vv. 1-19. Trad. di Noemi Lepore e Mattia Maiorella)
Segue poi il rapimento di Elena, moglie di Menelao, da parte di Paride che con le sue navi si reca a Troia. L'azione passa poi su Teti la quale, sapendo che suo figlio è destinato a morire durante la guerra, tenta di interferire con il suo tragico destino: in un primo momento, prega Nettuno affinché faccia affondare la flotta di Paride ma la sua richiesta viene respinta, poi, si dirige verso la caverna di Chirone, il centauro precettore di Achille, e porta via il ragazzo, mistificando le sue vere intenzioni.
Porta suo figlio a Sciro, un'oscura isola nell'Egeo il cui re, Licomede, non ha figli. Chiede ad Achille di indossare abiti femminili e comportarsi come una ragazza; tuttavia egli pone resistenza al piano, ma quando vede Deidamia, la bellissima figlia del re, e le sue sorelle, concorda sul fatto che non sarebbe spiacevole passare un po' di tempo in loro compagnia. Teti lo veste, allora, da ragazza, lo istruisce sul comportamento femminile e lo presenta a Licomede come la sorella di Achille; inoltre avverte il re di badare a "lei" attentamente. 
La scena allora passa a Aulide, dove si riuniscono gli eserciti greci per partire per Troia: essendo stata notata l'assenza di Achille, si chiama Calcante per scoprirne la causa e, dopo che il profeta afferma che Achille è stato nascosto a Sciro, Ulisse e Diomede partono per trovarlo. 
Intanto, Achille e Deidamia sono diventati buoni amici, anche se la sua vera identità è sconosciuta alla ragazza: Achille si rivela quando abusa di lei durante una celebrazione notturna delle Baccanti sciree. Deidamia scopre di essere, poi, incinta e i due mantengono segreta la loro relazione e il loro figlio. 
Ulisse e Diomede, intanto, arrivano a Sciro, dove sono ricevuti calorosamente da Licomede senza rivelare la vera ragione della loro visita. Consegnano dei doni al re e alle sue figlie, ma si accorgono che una "ragazza" è più interessata alle armi piuttosto che ai gioielli: Ulisse, dunque, sussurra ad Achille che conosce la sua vera identità e, come precedentemente organizzato dal re di Itaca, si finge un assedio. Tutti corrono via, allora, ma Achille afferra le armi e corre per affrontare il "nemico". Quando la calma è ristabilita, Achille confessa la sua vera identità a Licomede, gli presenta suo figlio e si offre di sposare Deidamia.
Il primo libro si conclude con la partenza di Achille verso Troia.

### Libro II
Ciò che ci è pervenuto del secondo libro narra di Ulisse che decide di partire immediatamente da Sciro, mentre Deidamia, con il piccolo Pirro in braccio, osserva la partenza. 
Ulisse, per distrarre l'eroe, illustra ad Achille le cause della guerra di Troia; a quel punto, Diomede chiede ad Achille che gli racconti le vicende della sua educazione presso Chirone fino ai quattordici anni.
Al v. 167, il poema si interrompe ex abrupto.

## Critica
Nel confronto con la Tebaide, Giuseppe Aricò sottolinea la notevole introspezione psicologica soprattutto nella vicenda di Teti, realizzata con una nuova sensibilità drammatica che eleva la materia mitica al piano patetico. È altresì notevole l’espediente utilizzato da Stazio per conciliare la maturità dell’eroe e la sua esuberante virilità con l’esigenza della credibilità di un travestimento femminile: parliamo, infatti, di "indifferenziazione sessuale" che si traduce in una marcata efebia. Essa, però, è una condizione esteriore: la mascolinità di Achille, infatti, è latente per tutta l’opera, fino a quando Ulisse determinerà l’epifania dell’eroe, quando egli è, ormai, già giunto al processo di seduzione nei confronti di Deidamia. 
L'opera merita di essere meglio conosciuta di quanto lo sia, se non altro perché era nel Medioevo uno dei poemi più letti in Europa. 
Ci sono due problemi che riguardano l’ipotetica Achilleide incompiuta, in quanto ci è pervenuto un frammento: uno riguarda l’estensione e materia dell’opera, per cui, secondo la critica, Stazio si sarebbe spinto fino alla morte di Achille, secondo altri fino alla caduta di Troia o anche, fino all’edenica vita dello stesso dopo la morte. Un altro problema, invece, riguarda l'ipotesi secondo cui il tono idilliaco sarebbe rimasto invariato nel resto del poema o se Stazio non sarebbe tornato a quell’atmosfera di horror, caratterizzante la Tebaide. 
Bisogna, poi, sottolineare il discorso sulle fonti da cui l’autore ha tratto le mosse, il che è problematico, considerando il fatto che non ci sono pervenuti, se non l’Iliade omerica, opere antiche in cui il mito di Achille era, direttamente o indirettamente, trattato. Essa riprende, inoltre, come le Argonautiche di Valerio Flacco, il motivo dell’esotico e dell’avventuroso. Comunque, il poema sarebbe stato influenzato da una "tematica di regime" voluta dalla politica culturale di Domiziano nella quale rientrano anche i Punica di Silio Italico.

## Tradizione manoscritta

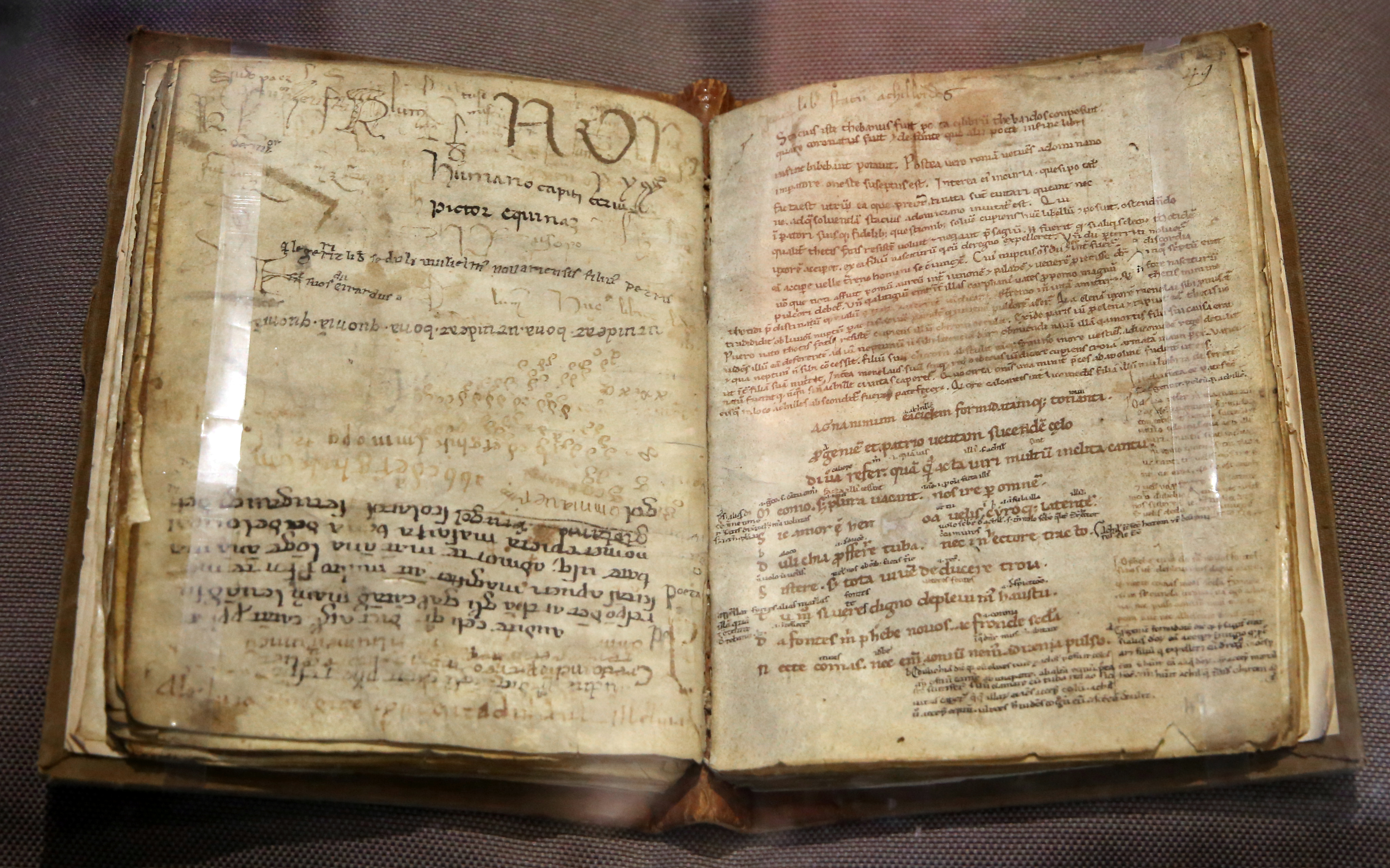
Manoscritto dell'XI secolo nella Biblioteca medicea laurenziana (pl. 24 sin 12)

Non sono molti i manoscritti che tramandano l'Achilleide: tutti si trovano custoditi presso biblioteche italiane.
- Trivulziano 792, 1391-1410, Milano, Archivio storico civico e Biblioteca Trivulziana
- A 5 inf., 1401-1500, Milano, Biblioteca Ambrosiana
- H 166 inf, 1401-1450, Milano, Biblioteca Ambrosiana
- AE._XII.52, 1413, Milano, Biblioteca nazionale Braidense
- It.173/15=alfa.K.3.29, 1401-1650, Modena, Biblioteca Universitaria Estense
- Lat.211=alfa.P.6.14, 1401-1500, Modena, Biblioteca Universitaria Estense
- Lat.939=alfa.M,9.22, 1401-1500, Modena, Biblioteca Universitaria Estense
- Ms.Pal.0069, 1401-1450, Parma, Biblioteca Palatina
- Manoscritti, 98,1401-1500, Poppi, Biblioteca comunale Riliana
- Ms.1721, 1401-1500, Roma, Biblioteca Angelica
- Ms.B 30/1-2, Roma, Biblioteca Vallicelliana
- Ms.C 95, Roma, Biblioteca Vallicelliana